# Gerry Scotti
Gerry Scotti, pseudonimo di Virginio Scotti (Camporinaldo, 7 agosto 1956), è un conduttore televisivo, conduttore radiofonico, attore ed ex politico italiano.
È considerato uno dei volti più noti di Mediaset, insieme a Paolo Bonolis e Maria De Filippi; soprannominato "Zio Gerry", è stato scherzosamente definito "lo zio più famoso d'Italia.".

## Biografia
Nasce a Camporinaldo (frazione del comune di Miradolo Terme), in provincia di Pavia, il 7 agosto 1956, sul tavolo di cucina. Figlio unico, il padre Mario è un operaio che lavora alle rotative del Corriere della Sera, mentre la madre Adriana è casalinga. Il nome 'Virginio' è stato scelto dai genitori in onore di uno zio, mentre il nome d'arte Gerry deriva dal soprannome che, durante l'infanzia, alcuni compagni di scuola gli diedero per prenderlo in giro. Dopo alcuni anni dalla nascita del futuro presentatore, la famiglia Scotti si trasferisce a Milano, dove Virginio frequenta il liceo classico, per poi iscriversi alla facoltà di giurisprudenza (anche se inizialmente voleva studiare architettura) che abbandonerà a pochi esami dalla laurea per iniziare la carriera radiofonica e televisiva sebbene i genitori lo avessero incitato a intraprendere la carriera di avvocato. Il suo primo lavoro è in una fabbrica che produce guarnizioni per televisori.

### Attività radiofonica

#### Radio Milano International
Gerry (che inizialmente si fece chiamare Gary) inizia la sua carriera come presentatore radiofonico, a Radio Hinterland Milano2. A fine anni settanta passa a Radio Milano International con le rubriche Il mercatino delle pulci, dove legge messaggi di persone che vendono o cercano oggetti usati. In seguito presenta Il puntaspilli, rubrica di annunci, per poi diventare una delle voci di punta della radio con il programma La mezz'ora del fagiano.

#### Radio DeeJay
Nell'estate del 1982, Gerry Scotti approda a Radio Deejay, chiamato da Claudio Cecchetto. Prima dell'incontro con quest'ultimo, Scotti aveva lavorato contemporaneamente per Radio Milano International e per un'agenzia per la quale inventava testi e campagne pubblicitarie, la McCann Erickson. Il responsabile di quest'agenzia gli aveva appena prenotato un biglietto aereo per gli Stati Uniti, dove si sarebbe dovuto recare per prendere parte a un corso di regia televisiva. Claudio Cecchetto, tuttavia, riesce, tramite una telefonata, a convincerlo a restare in Italia con una proposta interessante: diventare la prima voce di Radio Deejay. Al riguardo, Gerry ha raccontato: «Avevo un ottimo stipendio, un sacco di benefit, persino il dentista pagato. Così, quando dissi a casa che volevo darmi allo spettacolo, per poco a mia mamma non prendeva un coccolone».
Proprio grazie a Radio DeeJay non solo arriva al grande pubblico, ma sbarca anche in televisione con DeeJay Television. Lascerà questa radio solo nel 1988 per andare a RDS, dove rimarrà solo sei mesi.

#### Radio R101
All'inizio del 2006, dopo quasi vent'anni, torna in radio con Il quesito del fagiano, in onda su R 101 (che non è altro che la sua vecchia Radio Milano International), ed entra nel CdA della Monradio S.r.l. (la società Arnoldo Mondadori Editore nata per la gestione dell'area radiofonica), dove viene nominato vicepresidente. Nell'autunno 2006 è in onda con Sbanca 101, riproposizione del suo quiz Passaparola in radio. In inverno-primavera 2007 conduce Regalo di compleanno. Dal giugno 2007 è presidente della Monradio S.r.l..
Nell'autunno 2007 torna con Sbanca 101. Dal gennaio fino a giugno 2008 è in radio con Smile. Nel 2007 è premiato con la Radiogrolla, il Premio Saint Vincent per la Radio, per la categoria miglior voce maschile. Dall'autunno 2008 a gennaio 2011 è in radio con un programma di musica in onda il sabato, e in replica la domenica, chiamato 101%. Nel gennaio 2012 rassegna le dimissioni da presidente per troppi impegni televisivi.

### Attività televisiva
Gerry Scotti conduce quiz, varietà e talent show, ma recita spesso anche in sit-com o film TV. Ha sempre lavorato sui canali TV di Mediaset, azienda della quale è considerato un personaggio di punta e di spicco e che gli ha spesso affidato ruoli importanti in occasione di crisi di ascolto o di insuccessi di trasmissioni. Mike Bongiorno, presentatore per decenni tra i volti di punta della televisione italiana, ha dichiarato di considerarlo il suo erede, opinione molto presente anche all'interno della società: secondo la società di sondaggi SWG, per conto del settimanale Oggi, per il 58% dei telespettatori intervistati Scotti era da ritenersi l'erede di Bongiorno. Nel 2010 ha dichiarato di volersi ritirare dal mondo televisivo intorno ai 60 anni di età. Poco prima di compiere 60 anni ha, al contrario della sua precedente dichiarazione, deciso di continuare a fare televisione.

#### Musica e varietà

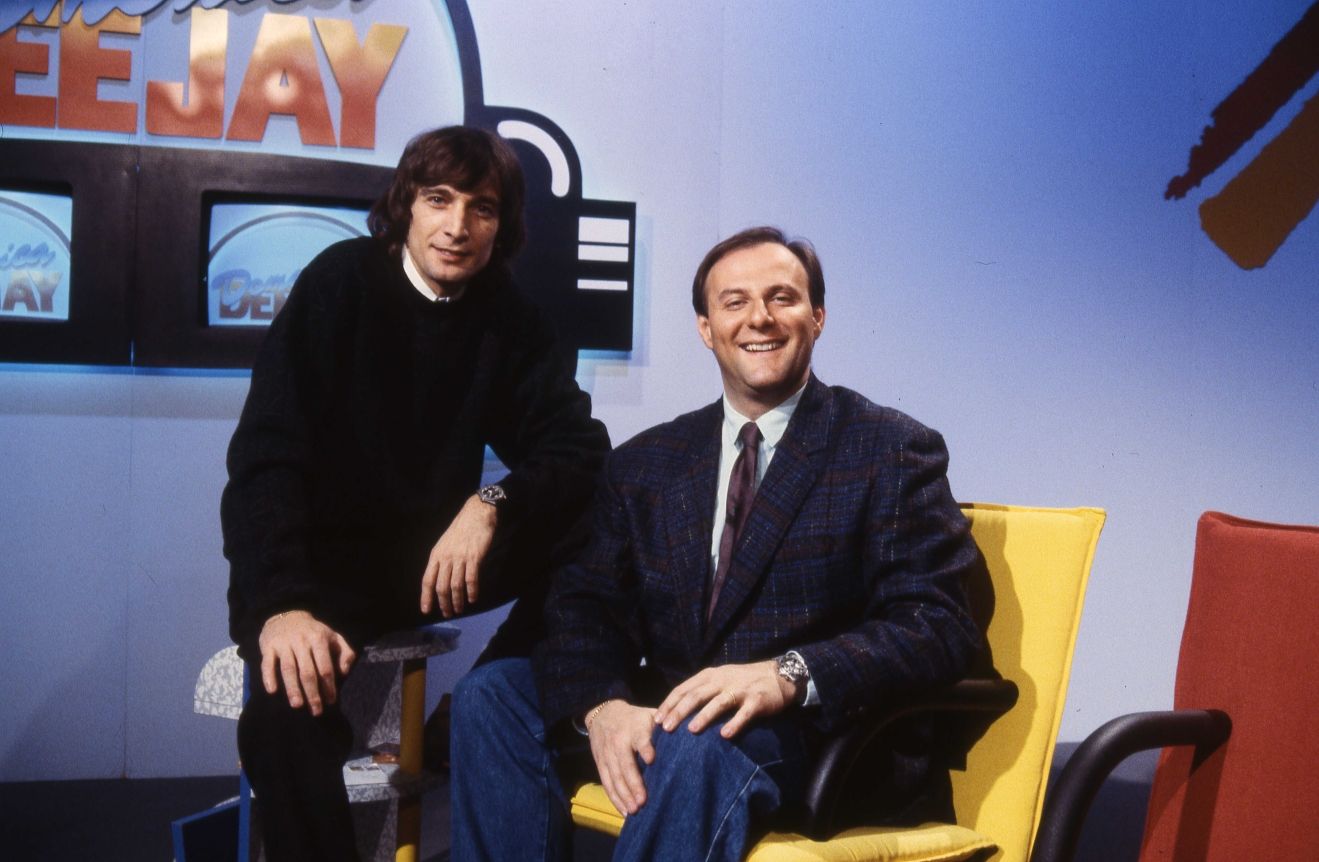
Claudio Cecchetto e Scotti nel 1984 negli studi televisivi di Italia 1 per DeeJay Television

Durante i primi anni Gerry si specializza nella conduzione di programmi musicali, ma non solo. Esordisce nel 1983 su Italia 1, essendo DJ di Radio DeeJay, con DeeJay Television, il primo programma televisivo che trasmette videoclip musicali, l'antesignano di MTV. Nel 1985 partecipa a Zodiaco e alla versione estiva di DeeJay Television, chiamata Video Match.
Nel 1987 conduce Candid Camera, in estate Deejay Beach e il Festivalbar, e in autunno Smile, programma che condurrà fino al 1990. Dal 1988 e fino al 1991 presenta tre stagioni di Candid Camera Show, ottenendo un considerevole successo: la media degli ascolti supera i 4 milioni di telespettatori. Presenta il programma Azzurro dal 1989.
Dal 10 settembre 1990 prende il posto di Raimondo Vianello ne Il gioco dei 9, che conduce fino all'11 gennaio 1992, dove poi il gioco è passato su Italia 1, per dare spazio il 13 gennaio dello stesso anno al neonato TG5. Nel 1991 conduce con Cristina D'Avena Sabato al circo, con la partecipazione di Massimo Boldi. Sempre in quell'anno, Scotti interpreta il ruolo di Porthos nel TV-musical I tre moschettieri. Il 1992 su Canale 5 è l'anno de La grande sfida, trasmissione del venerdì sera condotta con Natasha Stefanenko, e del poco fortunato programma del mezzogiorno Ore 12, molto criticato perché considerato clone dei programmi di Michele Guardì in onda su Rai 2.
Dal 5 luglio al 18 settembre 1993 conduce Campionissimo su Italia 1 e in autunno della seconda edizione de La grande sfida con Valeria Marini e Nino Frassica, ma soprattutto, dal 24 ottobre 1993 al 24 aprile 1994, di Buona Domenica su Canale 5 insieme a Gabriella Carlucci. In estate conduce su Canale 5 tre speciali sulla moda: ModaMare, Donna sotto le stelle e Bellissima; sempre in estate ogni domenica conduce Il Quizzone. Sempre al fianco di Gabriella Carlucci condurrà ancora dal 16 ottobre 1994 al 28 maggio 1995 Buona Domenica.
Nel 1995 conduce su Canale 5 La sai l'ultima? con Paola Barale, la trasmissione musicale Super, versione aggiornata della fortunata trasmissione di Maurizio Seymandi Superclassifica Show, e in estate nuovamente Il Quizzone. Su Italia 1 dal 3 novembre 1996 al 5 gennaio 1997, conduce il programma, che tuttavia riscuote poco successo, Non dimenticate lo spazzolino da denti, insieme a una giovanissima Ambra Angiolini. Nell'autunno sempre del 1995 sbarca anche su Rete 4 all'ora di pranzo, dove conduce Adamo contro Eva, ma la trasmissione sarà chiusa dopo poco per insuccesso.
Nel 1996 conduce Miss & Mister '96 e La sai l'ultima?. Nella primavera dello stesso anno, per Scotti arriva la prima e finora unica esperienza di conduzione televisiva in un programma non targato Fininvest/Mediaset: si tratta di Storie di stelle, quattro puntate in onda al venerdì in prima serata sulla Televisione della Svizzera Italiana (l'attuale RSI La 1). All'interno dello show realizzato per la TV elvetica, Scotti incontra celebri personaggi della scena musicale italiana per sottolinearne esperienze professionali, successi, progetti futuri: il conduttore pavese è coadiuvato da Carla Petracca. In estate, di ritorno a Mediaset, Gerry presenta ancora Il Quizzone e, dal 1º luglio al 30 settembre 1996, nel preserale di Canale 5 conduce il quiz Vinca il migliore. Nel 1997 conduce ancora Miss & Mister '97, La sai l'ultima? con Natalia Estrada e presenta in maggio Striscia la notizia con Franco Oppini. Nel 1998 presenta su Canale 5 Scopriamo le carte con Natalia Estrada e in estate Forza Papà con Mara Venier. Ha inoltre recitato tra il 1996 e il 1998 nella sit-com televisiva, Io e la mamma con Delia Scala. Inoltre nel 1998 ha partecipato alla settima puntata della prima edizione di Ciao Darwin dove è stato a capo della categoria Calvi.
Grande tifoso del Milan, ha presentato la serata di addio al calcio di Franco Baresi allo Stadio San Siro il 28 ottobre 1997, la festa scudetto rossonera nel 1999 e, il 15 dicembre dello stesso anno, la serata celebrativa per il centenario milanista dal titolo "100 Milan - Buon Compleanno". Tutti questi eventi sono stati trasmessi da Italia 1.

#### PassaparolaeChi vuol essere milionario?
Dal 1999 Gerry approda alla fascia preserale di Canale 5, dove inizia a condurre vari quiz. L'11 gennaio dello stesso anno infatti conduce su Canale 5 Passaparola, affiancato da Alessia Mancini e da altre ragazze chiamate Letterine. Il programma, che Scotti condurrà fino al 7 gennaio 2006 (tranne dal 1º marzo al 26 giugno 1999 perché sostituito da Claudio Lippi) quando terminerà il suo ciclo, prende il posto dello sfortunato Superboll condotto da Fiorello e ottiene un grande successo. Dal 1º marzo al 12 giugno 1999, insieme a Gene Gnocchi (coppia già rodata a Il gioco dei 9) conduce Striscia la notizia. Proprio nella prima puntata di Striscia condotta dalla coppia Scotti-Gnocchi, Gerry sfonda il bancone di Striscia saltando come faceva abitualmente Ezio Greggio. Gerry ammetterà che il salto e la rottura del bancone erano previsti ed erano stati provati, ma lo sfondamento vero e proprio non era previsto.
Il 13 settembre 1999 riprende Passaparola sempre con successo. Viene anche trasmessa la sit-com Finalmente soli, spin-off di Io e la mamma; Gerry interpreta sempre Gigi Mantelli, ma stavolta si è sposato e ha messo su famiglia; sua moglie è interpretata da Maria Amelia Monti. Nel gennaio 2000 presenta con Roberta Lanfranchi Provini - Tutti pazzi per la TV. Il 22 maggio 2000 sperimenta un nuovo quiz, un format della Endemol che mette in palio ben un miliardo di lire e che ha riscosso molto successo all'estero: Chi vuol essere miliardario? (che poi verrà intitolato Chi vuol essere milionario?). Il gioco ottiene un grandissimo successo. Nel giugno 2000 presenta Un disco per l'estate.
L'11 settembre 2000 presenta ancora Passaparola, dal 23 ottobre al 18 novembre 2000 torna a condurre Chi vuol essere miliardario?, il 20 novembre riprende Passaparola. In ottobre è in onda anche la seconda serie di Finalmente soli. Dal 7 gennaio al 15 aprile 2001 conduce ancora Chi vuol essere miliardario?, ma la domenica in prima serata e Passaparola nel preserale. Conduce il Gran galà della pubblicità e la diciottesima edizione del Gran Premio Internazionale dello Spettacolo con Maria De Filippi. In estate conduce la 37ª edizione de Un disco per l'estate.
Il 10 settembre 2001 riprende Passaparola nel preserale e dal 16 settembre al 4 novembre 2001, Chi vuol essere miliardario? nel prime time della domenica e, dal 19 novembre al 1º dicembre, in preserale. Nel 2002 tra inverno e primavera i due quiz si alternano e con l'avvento dell'euro Chi vuol essere miliardario? diventa Chi vuol essere milionario? (la domenica dal 13 gennaio al 24 febbraio e dal 22 settembre al 24 novembre 2002, in preserale dall'11 al 30 marzo, dal 13 al 25 maggio e dal 25 novembre al 14 dicembre 2002), con il raddoppio del montepremi finale. Viene poi trasmessa la terza serie di Finalmente soli.

#### La CorridaePaperissima
Nel 2001 Marina Donato, moglie di Corrado, sceglie Gerry come nuovo conduttore de La Corrida, uno dei varietà più seguiti della storia della televisione, che condurrà dal 16 marzo 2002 per 11 puntate, sempre al fianco del maestro Roberto Pregadio, e otterrà altrettanto successo.
Nell'autunno 2003 a settembre conduce due speciali in prima serata per la prima edizione de La fabbrica del sorriso, il primo con Michelle Hunziker e Claudio Bisio, il secondo con Alessia Marcuzzi. Riprende poi, dal 29 settembre dello stesso anno, Passaparola e sarà trasmessa la quarta serie di Finalmente soli. Dal 30 maggio al 13 giugno 2004 riprende Chi vuol essere milionario? (che aveva già condotto dal 31 marzo al 10 maggio e dal 1° al 27 settembre in preserale e dal 19 ottobre al 23 novembre 2003 nella prima serata della domenica) e in aprile con Raffaella Carrà conduce la 21ª edizione del Gran Premio Internazionale dello Spettacolo. Dal 21 febbraio all'8 maggio 2004 conduce con successo la sua terza edizione de La Corrida. In questo periodo si parlò di un passaggio di testimone tra lui e Amadeus del quiz Chi vuol essere milionario, ma alla fine il conduttore ravennate rimane in RAI e Scotti continua a guidare il preserale campione d'ascolti.
Nell'autunno 2004 a settembre presenta lo show della seconda edizione de La fabbrica del sorriso, conduce Chi vuol essere milionario? la domenica sera in prime time (successivamente in preserale dal 10 gennaio all'11 giugno 2005) dal 3 ottobre al 28 novembre 2004 e Passaparola nel preserale dal 6 settembre al 25 dicembre 2004. Dal 10 dicembre 2004 al 28 gennaio 2005 presenta insieme a Michelle Hunziker la nona edizione di Paperissima. Nel febbraio 2005 conduce il Gran galà della pubblicità. Da gennaio riprende Chi vuol essere milionario? nel preserale e da metà marzo un'altra vincente edizione de La Corrida. Il 14 aprile 2005 conduce una puntata di Striscia la notizia insieme a Mike Bongiorno (la puntata è vista da 7.832.000 telespettatori).
Il 12 settembre 2005 conduce di nuovo Passaparola, che si presenta con una nuova formula in cui il conduttore interagisce con tutto il pubblico in studio. Dal 30 settembre al 4 novembre 2005 conduce con Michelle Hunziker Chi ha incastrato lo zio Gerry? (remake di Chi ha incastrato Peter Pan?) dove i protagonisti sono bambini che si esibiscono in candid camera, si raccontano, giocano e conducono interviste ai vip in studio e molte altre cose; ma la trasmissione non ottiene un buon successo. Dalla trasmissione è tratto uno speciale natalizio Buon Natale con lo Zio Gerry. In dicembre è trasmesso il film TV Il mio amico Babbo Natale in cui recita con Lino Banfi e la notte della vigilia di Natale conduce il Concerto di Natale in Vaticano. Il 7 gennaio 2006 termina Passaparola e, dal 9 gennaio al 10 giugno dello stesso anno, riprende a condurre Chi vuol essere milionario?, e poi un'altra edizione di successo de La Corrida dal 14 gennaio al 1º aprile 2006. Nell'estate 2006 Scotti afferma di voler un periodo di pausa televisiva, volendosi dedicare più alla fiction. Ma in autunno Mediaset lo chiamerà per risolvere più di un problema.
Dal 6 ottobre all'8 dicembre 2006 presenta Paperissima insieme a Michelle Hunziker; il 4 dicembre è richiamato in anticipo a presidiare il preserale di Canale 5, a causa dei flop di Formula segreta e Fattore C, con Chi vuol essere milionario?, che condurrà fino ad aprile. Dal 18 dicembre 2006 al 6 gennaio 2007 conduce Striscia la notizia insieme a Ezio Greggio e viene trasmesso il film TV Il mio amico Babbo Natale 2 in cui recita al fianco di Lino Banfi.
Dal 14 gennaio 2007 condurrà Chi vuol essere milionario? anche la domenica, dopo la soppressione di Conversando. Dal 10 marzo al 26 maggio 2007 riprenderà a condurre La Corrida, con la quale otterrà un successo strepitoso: la trasmissione chiude con la media di 33% di share.
Il 24 settembre 2007 torna con Chi vuol essere milionario?, ritorno non previsto, ma causato dall'insuccesso di 1 contro 100. In dicembre è trasmesso il film TV Finalmente Natale con Maria Amelia Monti. Dal 16 dicembre 2007 al 27 gennaio 2008, sospendendo Chi vuol essere milionario?, conduce una nuova edizione di Passaparola nell'access prime time della domenica. Il 14 gennaio 2008 riprende Chi vuol essere milionario? e dall'8 marzo al 24 maggio 2008 torna con La Corrida. Dopo l'insuccesso dell'edizione di Sanremo di Baudo-Chiambretti, il suo nome viene accostato più volte al Festival. Il 21 marzo è ospite di una puntata di Matrix dedicata a lui e chiamata Fenomeno Gerry. Il 21 aprile, finito Chi vuol essere milionario?, conduce un nuovo quiz targato Endemol 50 - 50 fino al 25 maggio.
Dall'8 settembre 2008 riprende Chi vuol essere milionario? da lunedì alla domenica e conduce dal 17 ottobre al 12 dicembre Paperissima il venerdì, al fianco di Michelle Hunziker. Recita anche in due film TV: martedì 28 ottobre con Finalmente a casa e martedì 25 novembre con Finalmente una favola, in onda sempre su Canale 5 con Maria Amelia Monti. Dal 15 dicembre 2008 esordisce con una nuova edizione riveduta e corretta del Milionario chiamata Chi vuol essere milionario? - Edizione straordinaria, prolungato fino al 29 marzo 2009; dal 30 marzo al 7 giugno riprenderà il Milionario tradizionale. Sempre nel 2009, dal 10 gennaio al 4 aprile, conduce La Corrida, ma questa edizione, per Gerry l'ottava, non ha il successo di quelle precedenti. Al suo fianco però non ci sarà più il maestro Pregadio, ma il maestro Vince Tempera. Pregadio dirà di essere stato infastidito dall'idea di essere affiancato da un altro maestro, e motiverà così la scelta di andarsene; imputa questa idea alla produzione, togliendo Gerry da qualsiasi responsabilità.

#### Le ultime edizioni delMilionario,Italia's Got TalenteIo canto
Nell'agosto 2009 ha annunciato che non avrebbe proposto La Corrida nella stagione successiva e dal 31 agosto dello stesso anno ha ripreso Chi vuol essere milionario?, in onda sette giorni su sette. Nel dicembre del 2009 ha partecipato come giudice alla puntata zero di Italia's Got Talent, programma prodotto dalla Fascino PGT. Dal 14 dicembre 2009 al 10 gennaio 2010 per 28 puntate ha condotto, al posto del Milionario, un nuovo preserale La stangata. Dal 9 gennaio al 20 marzo 2010 conduce un nuovo programma: Io canto, con la regia di Roberto Cenci. Dopo il successo della puntata zero, dal 12 aprile è giudice della prima edizione di Italia's Got Talent, in onda nella primavera dello stesso anno.
Il 6 settembre 2010 inizia la stagione televisiva con l'ultima edizione del Milionario, che conduce fino al 29 luglio 2011. Dal 14 settembre conduce la seconda edizione di Io canto, ottenendo buoni ascolti ma non in grado di battere il concorrente in onda su Rai 1 I migliori anni condotto da Carlo Conti. Dal 15 dicembre 2010 al 23 febbraio 2011 è tornato al timone di Paperissima, ancora al fianco di Michelle Hunziker. Terminato il varietà di Antonio Ricci a febbraio, a marzo è tornato in prima serata su Canale 5, sostituendo Paola Perego alla conduzione della quarta edizione de Lo show dei record e durante l'ottava e ultima puntata Gerry entra a far parte dei Guinness per aver condotto il maggior numero di puntate del quiz Chi vuol essere milionario? di tutto il mondo. Tra maggio e giugno del 2011 è giudice della seconda edizione de Italia's Got Talent.

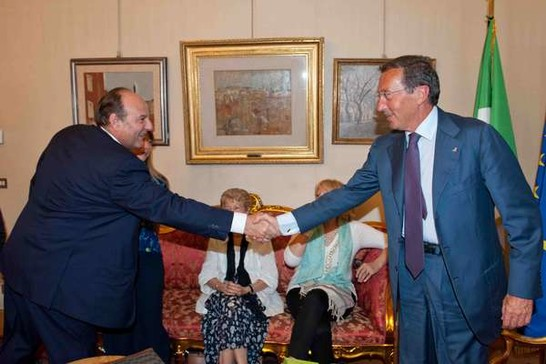
Gerry Scotti con il Presidente della Camera dei deputati Gianfranco Fini, a Montecitorio nel 2011

#### Dopo ilMilionario: The Money DropeThe Winner Is...
Riprende la stagione televisiva conducendo la terza edizione di Io canto il giovedì in prima serata. Dal 7 gennaio ritorna insieme alla De Filippi e Rudy Zerbi come giudice della terza edizione di Italia's Got Talent, per poi diventare giudice esterno anche ad Amici di Maria De Filippi nella primavera 2012. Nel dicembre 2011 è tornato nella fascia del preserale con la prima edizione del nuovo gioco The Money Drop: nell'esordio della prima puntata di The Money Drop lo share è stato circa del 24% con più di cinque milioni di telespettatori.
Dopo 7 mesi di assenza dallo schermo, il 17 novembre 2012 riprende la stagione televisiva conducendo la prima edizione di The Winner Is..., il nuovo talent-game prodotto dalla Fascino PGT, in prima serata su Canale 5, il sabato sera. Dal 12 gennaio 2013 torna come giudice insieme a Maria De Filippi e Rudy Zerbi nella quarta edizione di Italia's Got Talent, terminata il 17 marzo con rinnovato successo di pubblico e critica. Dall'11 marzo 2013 al 1º giugno 2013 ha condotto la seconda edizione di The Money Drop.

#### Avanti un altro!,Tú sí que valeseCaduta libera
Dall'8 settembre al 10 novembre 2013 è tornato alla conduzione del programma Io canto, giunto alla quarta edizione, e dal 14 settembre 2013 alla giuria della quinta edizione di Italia's Got Talent insieme a Rudy Zerbi e a Maria De Filippi. Dal 10 al 12 ottobre 2013 torna alla conduzione di Striscia la Notizia (come sostituto di Michelle Hunziker) assieme a Virginia Raffaele. Nel marzo 2014 subentra a Paolo Bonolis nella conduzione di Avanti un altro!, sostituzione che è poi proseguita dal 31 marzo al 6 giugno 2014.
Ricomincia la stagione televisiva il 27 settembre 2014 conducendo insieme a Federica Panicucci una serata speciale in diretta dall'Arena di Verona intitolata Intimissimi on Ice - OperaPop dedicata al pattinaggio sul ghiaccio. Dal 4 ottobre riprende il ruolo di giurato insieme a Maria De Filippi e Rudy Zerbi per il nuovo talent Tù sì que vales che ha sostituito Italia's Got Talent (approdato su SKY). Il 20 novembre presenta la settima puntata dell'edizione 2014 di Zelig insieme a Teresa Mannino. Dal 27 al 30 dicembre 2014, Bonolis e Scotti hanno condotto insieme quattro puntate speciali di Avanti un altro!, dedicate alle festività natalizie e che hanno fatto da traino per la staffetta fra i due conduttori, con la conduzione che dal 2 gennaio 2015 è affidata al solo Scotti, affiancato da Luca Laurenti. Paolo Bonolis ritornerà al timone di Avanti un altro! dal 12 al 30 aprile 2015, nuovamente in coppia con Gerry Scotti. Dal 17 febbraio al 6 aprile 2015 conduce la sesta edizione de Lo show dei record, accompagnato per la prima volta dal figlio Edoardo in veste di inviato. Dal 4 maggio al 26 giugno 2015, conduce nella fascia preserale di Canale 5, per un totale di 48 puntate, un nuovo gioco a quiz intitolato Caduta Libera.
Ricomincia la stagione televisiva il 12 settembre 2015 partecipando come giudice alla seconda edizione di Tù sì que vales insieme a Maria De Filippi, Rudy Zerbi e Mara Venier. Il 23 e 24 settembre 2015 conduce insieme a Michelle Hunziker la terza e la quarta puntata della 28ª edizione di Striscia la Notizia. Dal 4 gennaio al 15 luglio 2016 conduce nel preserale di Canale 5 la seconda edizione di Caduta Libera. Il programma riscuote grande successo di pubblico e critica, in alcune occasioni battendo anche L'Eredità e riabilitando la carriera di Scotti, che fino a poco prima aveva conosciuto un periodo di crisi, in cui registrava buoni ascolti solo quando ricopriva il ruolo di giudice in Italia's got talent e Tú sí que vales. Dal 2 al 23 giugno 2016, per quattro puntate, conduce in prima serata il programma di magia Masters of Magic.
Ricomincia la stagione televisiva il 10 settembre 2016 conducendo in prima serata una puntata speciale di Caduta Libera intitolata Caduta Libera - La rivincita dei campioni. Dal 12 settembre 2016 al 14 gennaio 2017 conduce la terza edizione del programma nel preserale di Canale 5, con rinnovato successo. Dal 24 settembre 2016 torna nella giuria di Tú sí que vales per la terza edizione insieme a Maria De Filippi, Rudy Zerbi, Mara Venier e Teo Mammucari. Il 5 ottobre torna a Striscia conducendo una puntata accanto a Michelle Hunziker. Nel dicembre 2016 conduce in prima serata le prime due puntate del nuovo talent dedicato ai bambini Little Big Show, più una puntata natalizia del nuovo varietà di Canale 5 House Party con Laura Pausini, andata in onda il 21 dicembre 2016. Dal 30 aprile al 14 luglio 2017 conduce la quarta edizione di Caduta Libera e, nel giugno dello stesso anno, presenta la seconda edizione del talent show The Winner Is....

#### The Wall, il ritorno delMilionarioeConto alla rovescia
Ricomincia la stagione televisiva l'11 settembre 2017 conducendo nel preserale la quinta edizione di Caduta libera fino al 19 novembre. Nello stesso mese torna alla giuria della quarta edizione di Tú sí que vales insieme a Maria De Filippi, Rudy Zerbi, Mara Venier e Teo Mammucari. Dal 20 novembre 2017 al 7 gennaio 2018 conduce nel preserale un nuovo game show, The Wall, la cui prima edizione ebbe un notevole successo da parte del pubblico. Dall'8 gennaio al 3 febbraio 2018 torna a condurre Striscia la notizia con Michelle Hunziker per poi lasciare il posto a Ficarra e Picone dal 5 febbraio al 9 giugno 2018. Dal 15 aprile al 6 maggio 2018 ha condotto in prima serata quattro puntate speciali di The Wall mentre dal 23 aprile al 13 giugno 2018 ha condotto in preserale la sesta edizione di Caduta libera.
Riprende la stagione televisiva il 9 settembre 2018 conducendo la settima edizione di Caduta libera nel preserale fino al 18 novembre. Dal 19 novembre 2018 al 6 gennaio 2019 ha condotto sempre nel preserale la seconda edizione di The Wall che ha visto ricrescere gli ascolti rispetto alle puntate in prima serata. Dal 29 settembre 2018 riprende il ruolo di giurato nella quinta edizione di Tú sí que vales insieme a Maria De Filippi, Rudy Zerbi, Teo Mammucari e Iva Zanicchi. Dal 7 dicembre 2018 al 14 marzo 2019 riprende la conduzione di Chi vuol essere milionario? con la tredicesima edizione in prima serata (celebrativa dei 20 anni del format) dopo sette anni di assenza. L'11 aprile 2019 è ospite de I tre tenori al Maurizio Costanzo Show insieme a Paolo Bonolis e Carlo Conti. Dal 15 aprile all'8 giugno 2019 torna a condurre Striscia la notizia con Michelle Hunziker. Dal 21 aprile 2019 conduce nel preserale l'ottava edizione di Caduta libera ininterrottamente fino al 17 novembre 2019. Per la prima volta è andato in onda anche per tutta l'estate e dal 24 giugno all'8 settembre il programma cambia nome in Caduta libera Splash.
Dal 19 ottobre 2019 torna alla giuria della sesta edizione di Tú sí que vales insieme a Rudy Zerbi, Maria De Filippi, Teo Mammucari e Sabrina Ferilli. Al termine di Caduta libera, dal 18 novembre 2019 al 5 gennaio 2020 conduce sempre nel preserale il nuovo gioco Conto alla rovescia da lui stesso ideato. Il 7 Novembre 2019 è ospite nella prima puntata di Adrian Live - Questa è la storia.... Dal 22 gennaio 2020 conduce in prima serata la quattordicesima edizione di Chi vuol essere milionario? per sei puntate fino al 4 marzo 2020. Dal 2 marzo torna alla conduzione di Striscia la notizia, dapprima con l'imitatrice Francesca Manzini, e dal 9 marzo successivo con Michelle Hunziker fino a fine stagione.
Dal 7 settembre 2020 riprende la stagione televisiva con tre programmi: dal 7 settembre al 18 novembre 2020 ha condotto nel preserale la nona edizione di Caduta libera, interrotta prima del previsto a causa della positività del conduttore al COVID-19 rilevata a fine ottobre, mentre dal 10 settembre al 5 novembre 2020 ha condotto in prima serata la quindicesima edizione di Chi vuol essere milionario? con nove puntate registrate nello storico Michelangelo Studio di Cologno Monzese. Dal 12 settembre al 29 novembre 2020 è inoltre tornato alla giuria della settima edizione di Tú sí que vales insieme ai suoi storici colleghi, ma tuttavia a causa della sua positività al COVID-19 è stato costretto per alcune puntate a partecipare in collegamento da casa sua. Dall'8 marzo al 12 giugno 2021, dopo essere guarito dal COVID-19, è tornato a condurre Striscia la notizia prima insieme a Francesca Manzini e poi insieme a Michelle Hunziker.
Dal 30 agosto 2021 riprende la stagione televisiva conducendo la decima edizione di Caduta libera nel preserale fino all'11 dicembre 2021. Si tratta del ritorno del programma dopo 9 mesi dall'ultima edizione, la precedente, interrotta a causa della positività del presentatore al COVID-19, e dopo un lungo periodo di repliche. Dal 18 settembre al 27 novembre 2021, ogni sabato, è tornato alla giuria dell'ottava edizione di Tú sí que vales insieme a Rudy Zerbi, Maria De Filippi, Teo Mammucari e Sabrina Ferilli. Al termine dell'edizione in preserale, dal 16 dicembre 2021 al 5 gennaio 2022 ha condotto in prima serata quattro puntate speciali di Caduta libera intitolate Caduta libera - Campionissimi. Dal 28 febbraio ritorna a condurre Striscia la notizia prima con Francesca Manzini (sostituita dopo alcune puntate da Valeria Graci e Lorella Cuccarini a causa della sua positività al COVID-19) e poi dal 21 marzo fino al termine della stagione con Michelle Hunziker (sostituita per un breve periodo da Valeria Graci dal 9 al 14 maggio a causa della sua positività al COVID-19). Dal 6 marzo al 10 aprile 2022 ha condotto in prima serata l'ottava edizione de Lo show dei record dopo 7 anni dall'ultima edizione (nell'ultima puntata, gli viene riconfermato il record per aver presentato il maggior numero di puntate di Chi vuol essere milionario? al mondo).
Reinizia la stagione televisiva il 29 agosto 2022 conducendo in preserale l'undicesima edizione di Caduta Libera fino al 18 novembre 2022. In questa edizione, il programma, nella giornata del 4 ottobre, supera le 1 000 puntate. Il 17 settembre 2022 invece torna a sedere nella giuria della nona edizione di Tú sí que vales insieme ai suoi storici colleghi fino al 19 novembre 2022. Dal 19 febbraio 2023, conduce in prima serata la nona edizione de Lo show dei record fino al 23 aprile 2023 mentre dal 13 marzo 2023 ritorna a condurre Striscia la notizia prima con Francesca Manzini e poi dal 3 aprile fino al termine della stagione con Michelle Hunziker.

#### Il ritorno diIo cantoe deLa ruota della fortunae il debutto alFestival di Sanremo
Dal 15 al 30 giugno e poi nuovamente dal 4 settembre al 16 dicembre 2023 ha condotto la dodicesima edizione di Caduta Libera nel preserale. Dal 23 settembre al 18 novembre 2023 torna alla giuria della decima edizione di Tu si que vales insieme ai suoi storici colleghi (con la novità di Luciana Littizzetto che sostituisce Teo Mammucari) mentre dal 24 settembre al 29 ottobre 2023 ha condotto in prima serata sei puntate speciali di Caduta libera chiamate Caduta libera - I migliori. Il 31 ottobre 2023 esce in libreria il suo primo libro intitolato Che cosa vi siete persi ed edito da Rizzoli. Dal 22 novembre al 27 dicembre 2023, dopo 10 anni, è tornato alla conduzione di Io canto con uno spin off intitolato Io canto Generation mentre dal 4 febbraio 2024 conduce la decima edizione de Lo show dei record sempre in prima serata, fino al 21 aprile 2024. Dall'11 marzo 2024 torna alla conduzione di Striscia la notizia insieme a Francesca Manzini prima e poi insieme a Michelle Hunziker fino a fine stagione. Dal 6 maggio al 2 giugno 2024 torna nella fascia preserale conducendo una nuova edizione (la ventesima in totale) de La ruota della fortuna, come omaggio a Mike Bongiorno nel centenario della nascita, con grande successo.
Ricomincia la stagione televisiva il 2 settembre 2024 conducendo la sua seconda edizione (la ventunesima in totale) de La ruota della fortuna fino al 19 gennaio 2025 con rinnovato successo. Dal 21 settembre al 16 novembre 2024 è tornato per l'undicesima edizione alla giuria di Tu si que vales insieme ai suoi storici colleghi mentre dal 9 ottobre al 13 novembre 2024 ha condotto la seconda edizione di Io canto Generation in prima serata. Il 29 ottobre 2024, è uscito nelle librerie il suo secondo libro, Quella volta - Un viaggio nel passato di tutti noi, edito da Rizzoli. Dal 10 al 31 gennaio 2025 conduce, in prima serata, un ulteriore spin off di Io canto: Io canto Senior, con protagonisti gli adulti invece che i ragazzini mentre l'11 febbraio 2025, per la prima volta nella sua carriera, ha preso parte al Festival di Sanremo, come co-conduttore della prima serata al fianco del direttore artistico Carlo Conti e di Antonella Clerici. Dal 5 marzo al 15 maggio 2025 ha condotto, sempre in prima serata l'undicesima edizione de Lo show dei record mentre dal 24 marzo 2025 torna al timone di Striscia la notizia al fianco di Michelle Hunziker fino alla fine della stagione. Dal 12 maggio al 28 giugno 2025 è tornato nel preserale riproponendo Caduta Libera di cui ha condotto la tredicesima edizione dopo un anno e mezzo dalla fine della precedente. Il 16 maggio 2025, insieme al suo rinnovo contrattuale con Mediaset, viene annunciato il suo abbandono della giuria di Tú sí que vales dalla stagione successiva. Il 24 giugno 2025 ha condotto a Torino una serata evento dal titolo Torino is fantastic con ospiti molti artisti e cantanti. La serata è andata poi in onda il 29 giugno 2025.
Dopo l'esperienza del 2019 (quando andò in onda per tutta l'estate con l'ottava edizione di Caduta libera), torna in onda durante il periodo estivo dal 14 luglio 2025 conducendo la ventiduesima edizione de La ruota della fortuna in access prime time con molte novità rispetto alle edizioni in preserale.

### Attività musicale
Nella sua carriera, Gerry Scotti ha inciso anche alcuni dischi di successo, spesso sigle di sue trasmissioni televisive. I suoi cantanti preferiti sono David Bowie e Zucchero Fornaciari, di cui fa anche una simpatica imitazione e col quale ha duettato il 14 giugno 2008 cantando Per colpa di chi sul palco di San Siro durante l'All the Best World Tour.
- Smile/Smile (strum.) (Ibiza Records - 1987).
È il primo 45 giri di Scotti. Prodotto da Claudio Cecchetto, il brano era la sigla dell'omonima trasmissione da lui presentata. Giunse fino al primo posto in hit parade e tutti i proventi furono devoluti al Telefono azzurro.[55] Sulla copertina erano raffigurati Gerry e un bambino: Conor Clapton, figlio di Lory Del Santo e Eric Clapton, morto nel 1991.
- Aiè (oi iuai)/Let's show (Five Record - 1989).
Sigle della trasmissione TV Candid Camera Show. Esiste una versione cantata del brano Let's show, pubblicata solamente nell'album Festivalbar 1989 (RCA - 1989).
- Abbattiamoci le mani/Abbattiamoci le mani (strum.) (Five Records - 1990).
Il brano era sigla della trasmissione TV Candid Camera Show.
- Siamo rovinati! (Five Records - 1991).
Album in condivisione con altri artisti, firmato Quelli di sabato al circo.
- Luna Party con Cristina D'Avena (Five Records - 1991).
Sigla dell'omonima trasmissione TV incisa nell'album Fivelandia 9 – Le più belle sigle originali dei tuoi amici in TV. Nel ritornello della canzone di Bianca Atzei Abbracciami perdonami gli sbagli del 2017, la base musicale è identica proprio alla sigla della stessa trasmissione di Canale 5.
- Siamo tutti equilibristi con Cristina D'Avena (Five Records - 1991).
Sigla della trasmissione TV Sabato al circo incisa nel 2007 nell'album Cristina D'Avena e i tuoi amici in TV 20.
- La mia pepè (Tú sí que vales - 2021).
- Gerry Christmas (Warner Music Italy - 2023).

### Altre attività
Nel 1989 è stato eletto alla presidenza della Lega Basket Femminile.
Per molti anni è stato sponsor-man della Riso Scotti, industria alimentare con sede a Pavia (anche se, pur portando lo stesso cognome ed essendo originario dello stesso territorio, non ha legami di parentela con la famiglia Scotti titolare dell'azienda). Dal 2006 non è più solo testimonial dei prodotti Riso Scotti ma è anche diventato socio, con il 10% del capitale, della Riso Scotti Snack, società nata nel 2001 e controllata dalla casa madre per il 65%. Nel corso della carriera ha prestato la sua immagine come testimonial di numerosi altri marchi di vari settori, come Motta, Genialloyd, Rovagnati, Omnitel, Edison, Star e Pata.
Amante del buon vino e appassionato di viticoltura, passione tramandatagli dal nonno, dal 2017 è socio dell'azienda vinicola Giorgi Wines di Canneto Pavese, nell'Oltrepò Pavese, con la quale produce una propria linea di vini tipici locali.
Con l'amico impresario Giancarlo Fontana costituisce a metà degli anni '80 la Good Time Production, una società che si occupa di gestire la sua immagine e, successivamente la Fontana & Associati, società che si occupa del management di numerosi artisti. Negli anni '90, sempre insieme a Fontana, fonda la Michelangelo Studio, società proprietaria di uno studio televisivo tra i più grandi e tecnologicamente avanzati d'Europa, situato a Cologno Monzese in via Michelangelo Buonarroti, 31. Nello studio, un ex capannone dove venivano realizzati trafilati, che ha anche una palazzina attigua, vengono realizzate convention, eventi speciali, spot, alcuni programmi per la televisione svizzera, ma soprattutto trasmissioni Mediaset condotte dallo stesso Scotti come Super, Chi vuol essere milionario? (2000-2008 e nuovamente nel 2020), Conto alla rovescia (2019), la sitcom Finalmente soli (1999-2004), Lo show dei record (2022) e La Ruota della fortuna (dal 2024)

## Vita privata
Dal 1991 al 2009 è stato sposato con Patrizia Grosso, da cui ha avuto il suo unico figlio, Edoardo, nato nel 1992. Dal 2011 è legato sentimentalmente all'architetto Gabriella Perino. È nonno di due nipoti, Virginia e Pietro.
Il 21 maggio 2009 manda una lettera al direttore del Corriere della Sera Ferruccio de Bortoli in cui manifesta la sua approvazione per l'apertura della Chiesa cattolica nei confronti dei divorziati auspicata dal cardinale Carlo Maria Martini.

## Attività politica
Alle elezioni politiche del 1987 fu candidato nel collegio di Milano alla Camera dei deputati nelle file del Partito Socialista Italiano, allora guidato da Bettino Craxi, e venne eletto deputato con più di 9 286 preferenze (la tornata elettorale vide affermarsi come primo partito la Democrazia Cristiana, con la nomina a presidente del consiglio di Giovanni Goria). Anche a lui, oltre a Sandra Milo e ad altri personaggi dello spettacolo, si riferì Rino Formica quando accusò Craxi di aver infarcito l'Assemblea Nazionale (organo sostitutivo del Comitato Centrale) del PSI di nani e ballerine. Il suo mandato finì il 22 aprile 1992.
Sui suoi manifesti elettorali compare con un garofano bianco che fa l'occhiolino dicendo: «Forse un garofano starebbe bene anche a voi». Nel 1988 firmò la prefazione al libro Dove andiamo a ballare questa sera? Guida a 250 discoteche italiane del socialista Gianni De Michelis, allora vicepresidente del Consiglio dei ministri.
Da quando non è più impegnato in politica, Scotti parla molto raramente dei suoi 5 anni come parlamentare, dicendo sempre di considerarli un'esperienza negativa, che non ha potuto svolgere al meglio e da cui non ha ricavato stimoli; durante il suo mandato parlamentare, infatti, si fece notare soprattutto per le assenze.
Ha però rivelato: «Mi affidarono le questioni (condizioni) giovanili e io presi la cosa talmente sul serio che cominciai a tempestare la Camera di proposte su proposte. Rimasero tutte inascoltate, lettera morta. Così non mi ricandidai e tornai alla tv». Ha presentato in totale nel suo mandato, 33 progetti di legge, di cui 26 solo nel 1987 e firmato 24 atti di indirizzo e controllo.
Nel 2014 l'allora presidente del consiglio Matteo Renzi dichiara di aver ricevuto una richiesta da parte di Scotti di rinunciare al vitalizio che gli sarebbe spettato come ex deputato al compimento dei 65 anni di età. Scotti ha inoltre deciso che, qualora non gli fosse consentito di rinunciarvi, percepirà comunque la somma mensile prevista (1400 euro circa) ma la donerà interamente alle famiglie che hanno perso un congiunto sul posto di lavoro. Ad oggi non è ancora riuscito a rinunciare al vitalizio né lo ha donato in beneficenza.

## Programmi televisivi
- DeeJay Television (Italia 1, 1983-1987)
- Zodiaco (Italia 1, 1985)
- Video Match (Italia 1, 1985)
- Candid Camera (Italia 1, 1986-1987)
- DomenicaDeejay (Italia 1, 1987)
- Deejay Beach (Italia 1, 1987)
- Smile (Italia 1, 1987-1990)
- Tutto di Tutto '87 (Italia 1, 1987)
- Azzurro (Italia 1, 1988-1989, 1991-1992)
- Festivalbar (Canale 5, 1988; Italia 1, 1989-1992)
- Candid Camera Show (Italia 1, 1988-1991)
- Serata incredibile (Italia 1, 1988)
- Roba da matti (Italia 1, 1989)
- L'allegria fa 90 (Canale 5, 1989)
- Circo Cinese (Canale 5, 1990)
- Il gioco dei 9 (Canale 5, 1990-1992; Italia 1, 1992)
- Evviva l'allegria (Canale 5, 1990)
- Il gioco dei 9 VIP (Canale 5, 1990-1991)
- Un autunno tutto d'oro (Canale 5, 1990-1991)
- Leningrado Show (Canale 5, 1991)
- Luna Party (Canale 5, 1991)
- T.G. come Telegatto (Canale 5, 1991)
- Sabato al circo (Canale 5, 1991)
- Simpaticissima (Canale 5, 1991-1992, 1994; Rete 4, 1995, 1998)
- Serata d'amore per San Valentino (Canale 5, 1992)
- La sai l'ultima? (Canale 5, 1992, 1995, 1997, 1999)
- Il circo delle stelle (Canale 5, 1992)
- La festa della mamma (Canale 5, 1992)
- Anteprima Gran Premio Internazionale dello Spettacolo (Canale 5, 1992)
- Ore 12 (Canale 5, 1992-1993)
- La grande sfida (Canale 5, 1992-1994)
- Gran galà della musica (Canale 5, 1993)
- Capodanno con La grande sfida (Canale 5, 1993)
- Modamare a Portofino (Canale 5, 1993-1995)
- Campionissimo (Italia 1, 1993)
- Donna sotto le stelle (Canale 5, 1993-1997, 2001, 2003)
- Bellissima (Canale 5, 1993, 1997, 2000)
- Buona Domenica (Canale 5, 1993-1995)
- Il Quizzone (Canale 5, 1994-1997)
- Un sorriso per i bambini[69] (Canale 5, 1994)
- Quelli di Buona Domenica in Partita Finale (Canale 5, 1994-1995)
- Vado al massimo (Canale 5, 1995)
- Super (Canale 5, 1995-1996)
- Notte blu Barilla (Canale 5, 1995)
- Una sera c'incontrammo (Rete 4, 1995)
- Antico Circo Orfei (Rete 4, 1995)
- Adamo contro Eva (Rete 4, 1995)
- I magnifici 10 (Canale 5, 1995)
- Stelle a quattro zampe (Canale 5, 1995, 1996, 1998, 2000)
- Miss & Mister (Canale 5, 1996, 1997)
- Storie di stelle (TSI, 1996)
- Tutti in piazza (Canale 5, 1996)
- Vinca il migliore (Canale 5, Italia 1, 1996)
- Non dimenticate lo spazzolino da denti (Italia 1, 1996-1997)
- La sai l'ultima - Lei contro Lui (Canale 5, 1997)
- Striscia la notizia (Canale 5, 1997, 1999, 2005, 2006, 2007, 2013, 2015, 2016, dal 2018)
- Scopriamo le carte (Canale 5, 1998)
- Modamare a Positano (Canale 5, 1998-1999)
- Forza papà (Canale 5, 1998)
- Oscar del calcio (Italia 1, 1998-2000)
- 100 Milan - Buon Compleanno (Italia 1, 1999)
- Passaparola (Canale 5, 1999-2008)
- Provini - Tutti pazzi per la TV (Canale 5, 2000)
- Chi vuol essere miliardario? (Canale 5, 2000-2001)
- Un disco per l'estate (Canale 5, 2000, 2001)
- Premiata Teleditta (Canale 5, 2001) - conduce le parodie PazzaParola e Posso essere miliardario?
- Il galà della pubblicità (Canale 5, 2001, 2004)
- Gran Premio Internazionale dello Spettacolo (Canale 5, 2001, 2004)
- Chi vuol essere milionario? (Canale 5, 2002-2011, 2018-2020)
- La Corrida (Canale 5, 2002-2009)
- La fabbrica del sorriso (Canale 5, 2003)
- Paperissima - Errori in TV (Canale 5, 2004-2013)
- Chi ha incastrato lo zio Gerry? (Canale 5, 2005)
- Buone feste con lo zio Gerry (Canale 5, 2005)
- Natale in Vaticano (Canale 5, 2005)
- 50-50 (Canale 5, 2008)
- Chi vuol essere milionario? - Edizione Straordinaria (Canale 5, 2008-2009)
- SuperPaperissima (Canale 5, 2008, 2011, 2013)
- SuperPaperissima - Speciale Calciatori (Canale 5, 2009)
- Italia's Got Talent (Canale 5, 2009-2013) - giurato
- La stangata (Canale 5, 2009-2010)
- Io canto (Canale 5, 2010-2011, 2013)
- Io canto Christmas (Canale 5, 2011, 2013)
- Lo show dei record (Canale 5, 2011, 2015, 2022-2025)
- The Money Drop (Canale 5, 2011-2013)
- The Winner Is (Canale 5, 2012, 2017)
- Avanti un altro! (Canale 5, 2014-2015)
- Intimissimi on Ice - Opera Pop (Canale 5, 2014)
- Tú sí que vales (Canale 5, 2014-2024) - giurato
- Zelig (Canale 5, 2014) - 7ª puntata
- Caduta libera (Canale 5, 2015-2023, dal 2025)
- Masters of Magic (Canale 5, 2016)
- Little Big Show (Canale 5, 2016-2017)
- Caduta libera - Campionissimi (Canale 5, 2016-2017, 2019, 2021-2022)
- House Party (Canale 5, 2016), 3ª puntata
- The Wall (Canale 5, 2017-2019)
- Concerto di Natale (Canale 5, 2017-2018)
- La corrida di Corrado (Canale 5, 2019) - introduce lo speciale
- Siamo solo noi - Sei come 6 - Vasco Rossi in concerto (Canale 5, 2019) - voce narrante
- Maurizio Costanzo Show - Allegria (Canale 5, 2019)
- Conto alla rovescia (Canale 5, 2019-2020)
- Amici Speciali (Canale 5, 2020) - giurato
- Serata con la Stampa (Canale 5, dal 2021)
- Caduta libera - I migliori (Canale 5, dal 2023)
- Io canto Generation (Canale 5, dal 2023)
- La ruota della fortuna (Canale 5, dal 2024)
- Io canto Senior (Canale 5, dal 2025)
- Festival di Sanremo (Rai 1, 2025) - co-conduttore della prima serata
- Torino is fantastic (Canale 5, 2025)

## Filmografia
- Il vigile urbano – serie TV, episodio 1x07 (1989)
- I-taliani, regia di Roberto Valentini – sitcom, episodio Non aprite quella porta (1989)
- I Tre moschettieri, regia di Beppe Recchia – miniserie TV, musical-parodia (1991)
- L'Odissea, regia di Beppe Recchia - miniserie TV, musical-parodia (1991)
- I vicini di casa – sitcom (1991)
- Io e la mamma, regia di Fosco Gasperi – sitcom (1997-1998)
- Cucciolo, regia di Neri Parenti (1998)
- Finalmente soli, regia di Francesco Vicario e Fosco Gasperi – sitcom (1999-2004)
- Gian Burrasca, regia di Maurizio Pagnussat – film TV (2002)
- Natale a casa Deejay, regia di Lorenzo Bassano – film home video[70] (2004)
- Il mio amico Babbo Natale, regia di Franco Amurri – film TV (2005)
- Il mio amico Babbo Natale 2, regia di Lucio Gaudino – film TV (2006)
- Finalmente Natale, regia di Rossella Izzo – film TV (2007)
- Finalmente a casa, regia di Gianfrancesco Lazotti – film TV (2008)
- Finalmente una favola, regia di Gianfrancesco Lazotti – film TV (2008)
- I liceali – serie TV, episodio 3x08 (2011)
- People from Cecchetto, regia di Emanuele Imbucci – film documentario (2023)

## Radio

### Conduttore radiofonico
- Radio Hinterland Milano2 (1976)
- Nova Radio (1977)
- Il mercatino delle pulci (Radio Milano International, 1977)
- Il puntaspilli (Radio Milano International, anni'70)
- La mezz'ora del fagiano (Radio Milano International, anni'80)
- Deejay on stage (Radio Deejay, anni '80)
- Il Broccolo (Radio Deejay, anni '80)
- Publihit (Radio Deejay, anni '80)
- RDS (1988)
- Il quesito del fagiano (R 101, 2006)
- Sbanca 101 (R 101, 2006)
- Regalo di compleanno (R 101, 2007)
- Smile (R 101, 2007)
- 101% (R 101, 2008-2011)
- I Love My Radio (2020)

## Doppiaggio
- Chi vuol essere miliardario? - videogioco per PlayStation e PC (2001), prodotto da HotHouse Creations su licenza di Celador (è la voce fuori campo nel gioco)
- Chi vuol essere milionario? – Seconda edizione - videogioco per PlayStation e PC (2002), prodotto da HotHouse Creations su licenza di Celador (è la voce fuori campo nel gioco)
- Striscia la notizia, doppiaggio filmati (dal 1997)
- Paperissima, doppiaggio filmati (2004-2013)
- Chi vuol essere milionario? Party Edition - videogioco per PlayStation 2, PC e PSP (2006), prodotto da Climax Studios su licenza di Celador (è la voce fuori campo nel gioco)
- Toy Story 3 - La grande fuga regia di Lee Unkrich (2010) – Telefono Chiacchierone
- Qua la zampa! regia di Lasse Hallström (2017) – Bailey il cane
- Paperissima Sprint, doppiaggio filmati (dal 2018)

## Spot pubblicitari
- Cioccoblocco Nestlé (1984)
- Autobianchi Y10 Fire 1000 (1989)
- Riso Scotti (1993-2012, dal 2023)
- Parmacotto (1993)
- Omnitel (1996)
- Edison (2010-2018)
- Nutella (2013)
- Baileys Chocolat (2015)
- Pesto Tigullio e Il mio gran ragù Star (2015-2019)
- Pata (2015-2020)
- Immun'Age (2017)
- Gyprocs cartongesso (2017)
- Caffè Borbone (2019-2020)
- Brancamenta (2021)
- Eni Plenitude ex Eni gas e luce (2022)
- Autogrill (2023)
- PoltroneSofà (2023)
- Revolut - Banca digitale (2023-2024)
- Arredissima (2025)

## Musica

### Cantante
- 1987 – Smile/Smile instrumental (Ibiza Records, IBZ 651294 7, 7")
- 1989 – Let's Show! (Salute!)/Let's Show! (Salute!) (Acid Show)/Let's Show! (Salute!) (Sho(w) rt Version) (Five Record, FM 13844, Disco Mix 12")
- 1989 – Aie' (Oi Iuai)/Let's Show (Five Record, FM 13224 7")
- 1989 – Aie' (Oi Iuai)/Aie (Bonus Beat)/Aiè (Dream Version)/Aiè (Radio Version) (Five Record, MIX FM 13832 12")
- 1990 – Abbattiamoci le mani/Abbattiamoci le mani (Versione Strumentale) (Five Record, FM 13263 7")
- 1991 – Luna Party – con Cristina D'Avena, apparso in Fivelandia 9 - Le più belle sigle originali dei tuoi amici in TV
- 1991 –/Siamo tutti equilibristi – con Cristina D'Avena, apparso in Cristina D'Avena e i tuoi amici in TV 20
- 2021 – La mia pepè
- 2023 – Gerry Christmas – con l'uso dell'intelligenza artificiale

### Videoclip
- 2021 – La mia felicità (Fabio Rovazzi feat. Eros Ramazzotti) – cameo

## Opere
- Che cosa vi siete persi, Segrate, Rizzoli, 2023, ISBN 978-88-17-19073-2.
- Quella volta - Un viaggio nel passato di tutti noi, Segrate, Rizzoli, 2024, ISBN 978-88-17-19089-3.

## Riconoscimenti

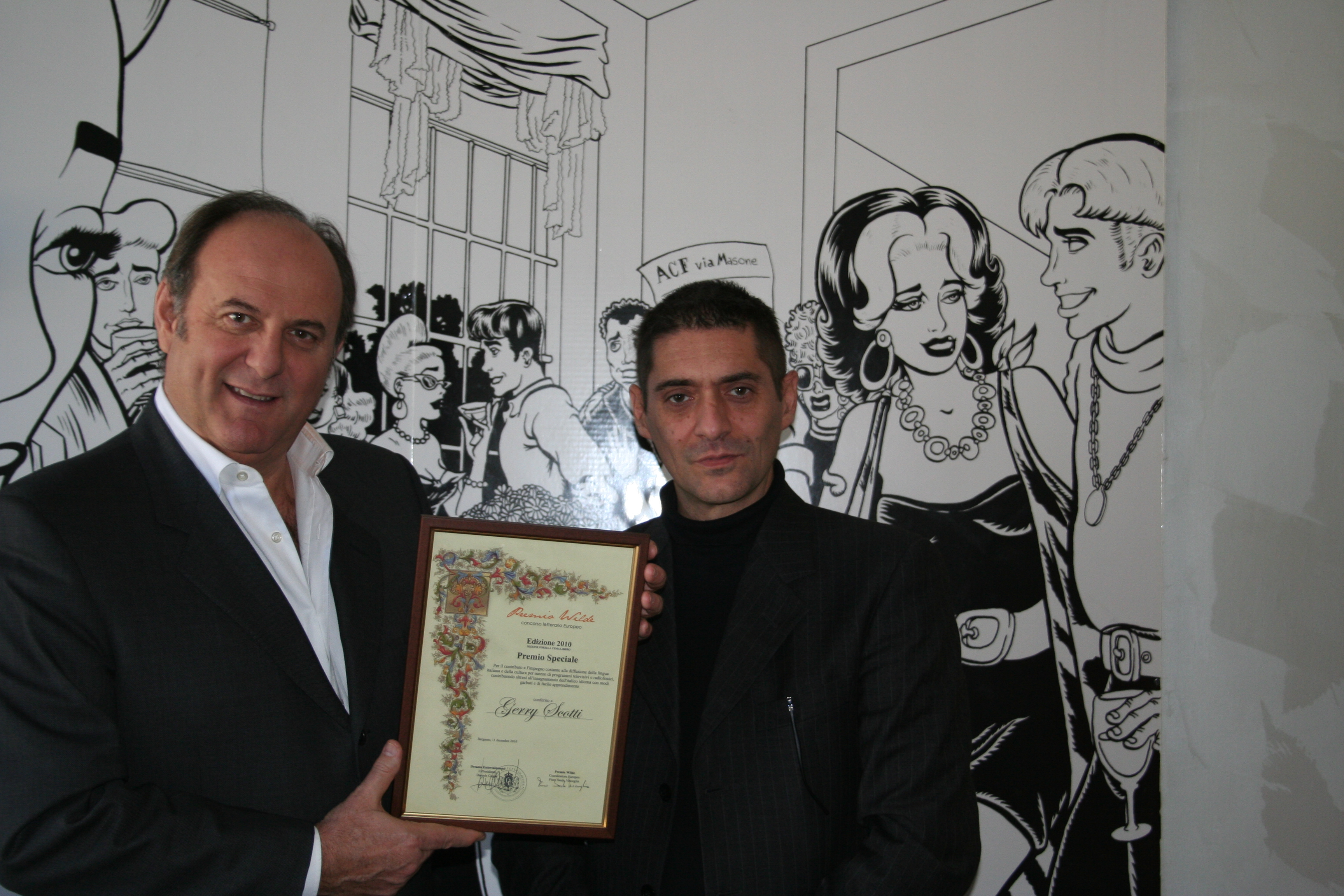
Gerry Scotti nel 2010 mentre riceve il Premio Wilde

- 1984 – Telegatto categoria Miglior trasmissione musicale con Dee Jay Television.
- 1985 – Telegatto categoria Miglior trasmissione musicale con Dee Jay Television.
- 1994 – Telegatto nel concorso di Tv Sorrisi e Canzoni I Magnifici Sette.
- 1997 – Telegatto categoria Miglior trasmissione satira con Striscia la notizia.
- 1999 – Telegatto categoria Miglior trasmissione dell'anno con Striscia la notizia.
- 2000 – Telegatto categoria Miglior trasmissione di giochi e quiz TV con Passaparola.
- 2000 – Oscar TV categoria Top ten con Passaparola.
- 2001 – Telegatto categoria Miglior trasmissione di giochi e quiz TV con Chi vuol essere miliardario?.
- 2002 – Telegatto categoria Miglior trasmissione di giochi e quiz TV con Passaparola.
- 2002 – Oscar TV categoria Top ten con Passaparola.
- 2003 – Telegatto categoria Miglior trasmissione di giochi e quiz TV con Passaparola.
- 2003 – Telegrolla per Io e la mamma e Finalmente soli.
- 2005 – Oscar TV categoria Top ten con Paperissima.
- 2006 – Benemerenza di San Siro.[71]
- 2006 – TvBlog Awards categoria Miglior game/quiz show con Chi vuol essere milionario?.
- 2007 – Telegatto categoria Miglior trasmissione dell'anno con Striscia la notizia.
- 2007 – Premio Regia Televisiva categoria Il miglior personaggio maschile.
- 2007 – Premio Regia Televisiva categoria Top ten con Striscia la notizia.
- 2007 – Radiogrolla categoria Miglior voce maschile dell'anno su Radio R 101.
- 2008 – Telegatto di Platino categoria eccellenza.
- 2008 – TvBlog Awards categoria Miglior game/quiz show con Chi vuol essere milionario?.
- 2008 – Alassino d'oro.[72]
- 2009 – TvBlog Awards categoria Personaggio maschile dell'anno.[73]
- 2009 – TvBlog Awards categoria Miglior game/quiz show con Chi vuol essere milionario?.[74]
- 2010 – Premio Santa Chiara come Miglior presentatore TV.[75]
- 2010 – Wilde Vip European Award (Premio Wilde[76]); onorificenza di respiro Europeo avallato e patrocinato dall'Osservatorio Parlamentare Europeo e del Consiglio d'Europa.
- 2011 – Guinness World Record per essere il presentatore che ha condotto il maggior numero di puntate del telequiz Chi vuol essere milionario?
- 2012 - Premio Regia Televisiva categoria Top ten con Italia's Got Talent.
- 2013 - Premio Regia Televisiva categoria Top ten con Italia's Got Talent.
- 2022 – Guinness World Record per essere il presentatore che ha condotto il maggior numero di puntate del telequiz Chi vuol essere milionario? (incrementa il record del 2011)